# Sphecomyiella nelsoni
Sphecomyiella nelsoni is een vliegensoort uit de familie van de Pyrgotidae. De wetenschappelijke naam van de soort is voor het eerst geldig gepubliceerd in 1993 door Kondratieff and Fitzgerald.